# Завихост (гмина)
Завихост (пол. Zawichost) — городско-сельская гмина (волость) в Польше, входит как административная единица в Сандомирский повет, Свентокшиское воеводство. Население — 4783 человека (на 2004 год).

## Демография
| Перепись                       | Всего   | Всего | Женщины | Женщины | Мужчины | Мужчины |
| ------------------------------ | ------- | ----- | ------- | ------- | ------- | ------- |
| Единицы                        | человек | %     | человек | %       | человек | %       |
| Население                      | 4783    | 100   | 2397    | 50,1    | 2386    | 49,9    |
| Плотность населения (чел./км²) | 59,6    | 59,6  | 29,9    | 29,9    | 29,8    | 29,8    |

## Соседние гмины
1. Гмина Аннополь
2. Гмина Двикозы
3. Гмина Ожарув
4. Гмина Радомысль-над-Санем